# セストリエーレ
セストリエーレ（イタリア語: Sestriere）は、イタリア共和国ピエモンテ州トリノ県にある、人口約900人の基礎自治体（コムーネ）。
著名なスキーリゾート地で、国際的なアルペンスキーの競技大会が行われる。また、自転車ロードレースの舞台としても知られる。

## 名称
日本語文献では「セストリエル」「セストリエール」などの表記もされる。
セストリエーレという地名は、ラテン語 ad petram sistrariam に由来する。これは、トリノから60マイル（古代ローママイル）であることを示す。
標準イタリア語以外の言語では以下の名称を持つ。
- ピエモンテ語: ël Sestrier
- オック語: Sestrieras または la Sestriera
- フランス語: Sestrières

## 地理

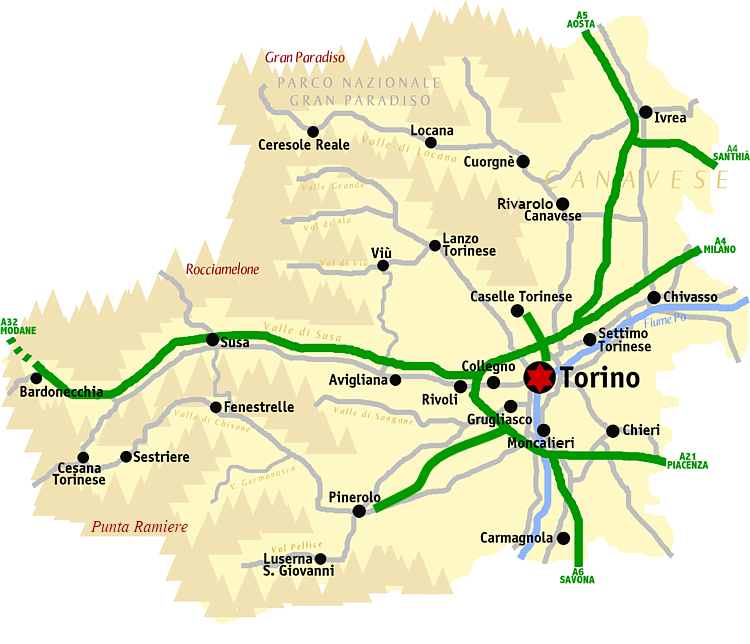
トリノ県概略図

### 位置・広がり
トリノ県南西部に位置するコムーネである。県都・州都トリノから西へ65km、クーネオから北西へ79km、グルノーブルから東南東へ97kmに位置する。
| 隣接するコムーネは以下の通り。 - サウゼ・ドゥルクス - 北 - プラジェラート - 北東 - サウゼ・ディ・チェザーナ - 南 - チェザーナ・トリネーゼ - 西 - ウルクス - 北西 |

### 地勢
セストリエーレには、キゾーネ渓谷（Val Chisone）とスーザ渓谷（Valle di Susa）の間に中心地ストリエーレ・コッレがある。北西にはフライテーヴェ山（Fraitève, 2701m）、南東にはシーゼス山（Sises, 2658m）とプンタ・ロニョーザ峰（Punta Rognosa, 3280m）がそびえる。住居が集中しているのは、分水線上にあるセストリエーレ・コッレ（Sestriere Colle）、キゾーネ渓谷にあるセストリエーレ・ボルガータ（Sestriere Borgata）、シャンプラス・スーザ渓谷にあるシャンプラス・デュ・コル（Champlas du Col）とシャンプラス・ジャンヴィエ（ Champlas Janvier）などである。
セストリエーレは、役場所在地の標高がイタリアで最も高いコムーネである。なお、イタリアで最も高い集落はトレパッレ（ソンドリオ県リヴィーニョ、2,069 m）である。
- Punta Rognosa (3280 m)
- Cima Fraiteve (2689 m)
- Monte Motta

## 行政

### 分離集落
セストリエーレには、以下の分離集落（フラツィオーネ）がある。
- Sestriere Colle, Sestriere Borgata, Champlas du Col, Champlas Janvier

## 歴史

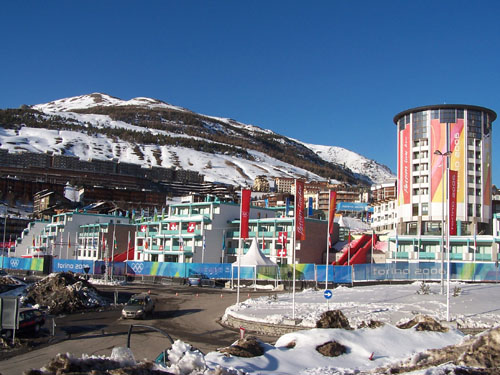
トリノオリンピック時の選手村

1930年、フィアット創業者のジョヴァンニ・アニェッリがこの地を購入し、リゾート開発を進めた。2つの円形の高層ホテル（Vittorio Bonadè-Bottino 設計）は、この地に最初に建てられたビルディングであり、セストリエーレのシンボルとなっている。また、バンチェッタ山やシーゼス山、フライテーヴェ山に登るケーブルカーが建設された。
1934年10月18日付けの勅令（regio decreto）により、コムーネとして創設された。チェザーナのコムーネの分離集落（フラツィオーネ）であったサウゼ・ディ・チェザーナの一部を分離したもので、この時にシャンプラス・デュ・コル（Champlas du Col）というコムーネが編入され、またプラジェラートのコムーネからはボルガータ（Borgata）の集落が編入された。新コムーネは1935年1月1日に発足し、スキー板を意匠に組み込んだコムーネの紋章が定められた。
1930年代には新しい道路が開通し、スキーのジャンプ台や新たなホテル（Principi di Piemonte）が建設された。また、18コースからなるゴルフ場が開設されており、これはヨーロッパでもっとも標高の高いゴルフ場である。
リゾート開発は第二次世界大戦によって中断したが、1950年代から開発が再開された。ジョヴァンニ・アニェッリの甥 Giovanni Nasi は、1948年から1980年まで町長（シンダコ）を務め、戦後のリゾート開発を主導した。
1967年からはアルペンスキー・ワールドカップの開催地の一つとなり、1997年にはアルペンスキー世界選手権が開かれた。
2006年にはトリノオリンピックの男子アルペンスキー競技の会場となった。セストリエーレには3つの選手村のうちの1つが置かれた。

## 社会

### 経済・産業
セストリエーレは、スキーリゾート地として知られ、冬のホリデーシーズンには人口が2万人にまでふくれあがる。周辺のプラジェラート、クラヴィエーレ、サウゼ・ドゥルクス、チェザーナ・トリネーゼおよびフランス領の Montgenèvre と合わせ、ヴィア・ラッテア (Via Lattea) （英語に訳せば Milky Way）と呼ばれるスキーエリアとなっている。セストリエーレには146のゲレンデがあり、コースの総延長は400kmにのぼる。このうち120kmは人工雪で補われている。また、灯光器を設けて夜間滑走を可能にした施設もある。
また、夏には「ヨーロッパで最も高い場所にある」18ホールのゴルフコースでプレーが可能となる。

## スポーツ

### スキー

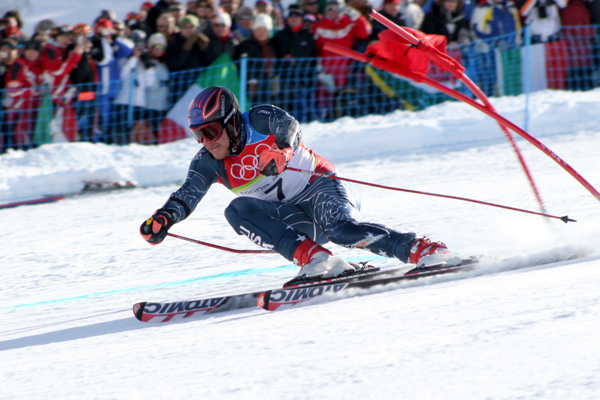
トリノオリンピックのアルペン競技（ボディー・ミラー）

例年、国際スキー連盟(FIS)のアルペンスキー・ワールドカップの競技地となっている。2004年 (2004 Alpine Skiing World Cup) にはセストリエーレを中心に、FISワールドカップ・グランドファイナルが開催された。
1997年にはアルペンスキー世界選手権の開催地となった。
2006年トリノオリンピックでは、近隣の「ヴィア・ラッテア」の村々とともに男子アルペンスキー競技の会場となった。オリンピックに続いて行われた同年のトリノパラリンピックでも、アルペンスキー競技の会場に用いられている。
2011年には国際パラリンピック委員会(IPC)のIPC Alpine Skiing World Championshipsが開催された。

### 自転車ロードレース

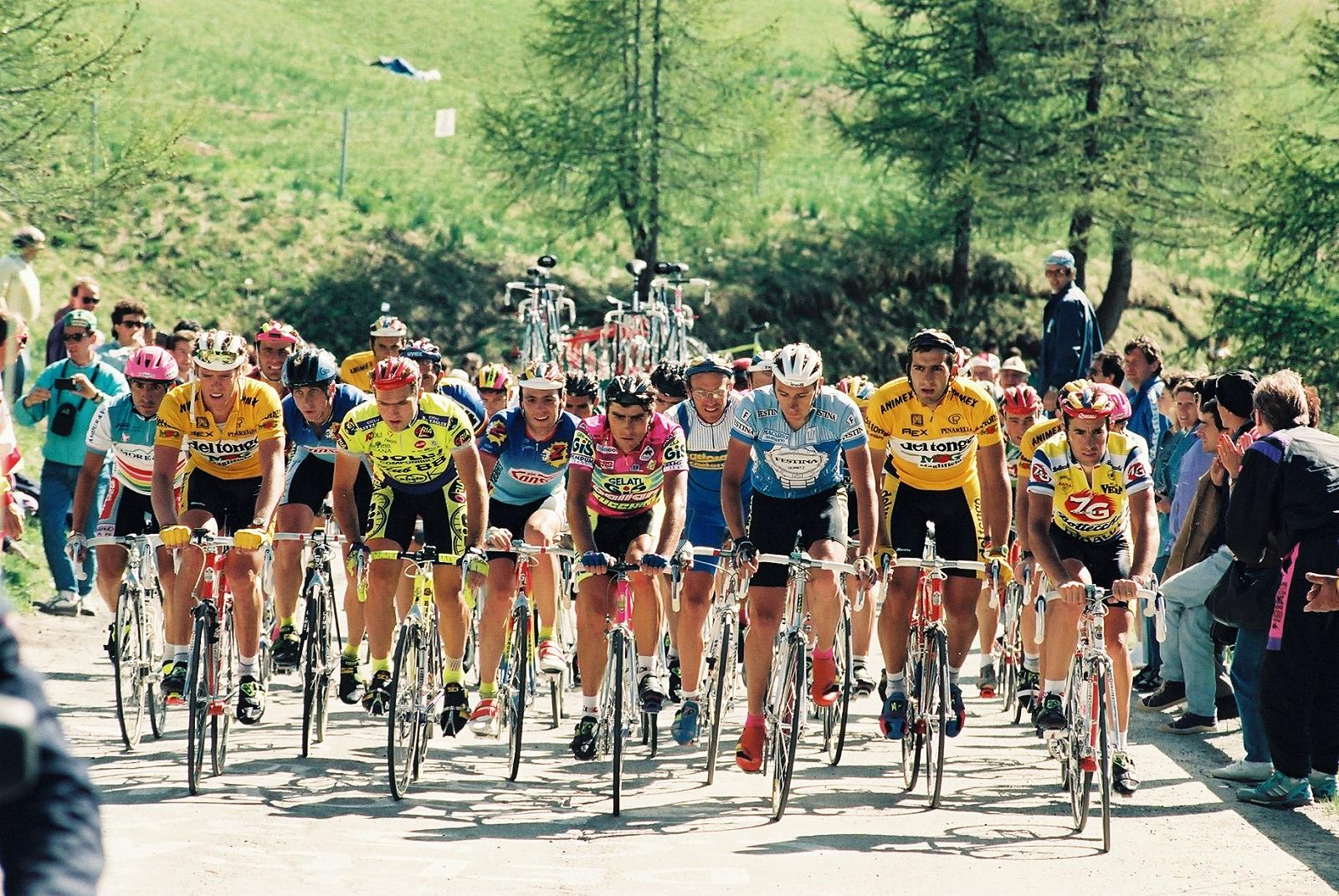
1991年のジロ・デ・イタリア

ツール・ド・フランスやジロ・デ・イタリアではセストリエーレを通過、もしくは頂上ゴールの峠として登場している。
当峠がゴール地点だった年度は以下の通り。

#### ツール・ド・フランス
| 年   | 区間 | カテゴリ | 区間優勝                 |
| ---- | ---- | -------- | ------------------------ |
| 1999 | 9    | 1        | ランス・アームストロング |
| 1996 | 9    | 1        | ビャルヌ・リース         |
| 1992 | 13   | 1        | クラウディオ・キアプッチ |
| 1952 | 11   | 1        | ファウスト・コッピ       |

#### ジロ・デ・イタリア
| 年   | 区間 | カテゴリ | 区間優勝               |
| ---- | ---- | -------- | ---------------------- |
| 2020 | 20   | 1        | テイオ・ゲイガンハート |
| 2015 | 20   | 1        | ファビオ・アル         |
| 2011 | 20   | 1        | ヴァシル・キリエンカ   |
| 2005 | 19   | 1        | ホセ・ルハノ           |
| 2000 | 20   | 1        | ヤン・フルシュカ       |
| 1994 | 21   | 1        | パスカル・リシャール   |
| 1993 | 19   | 1        | ミゲル・インドゥライン |
| 1991 | 13   | 1        | エドゥアルド・チョサス |

### 陸上競技
1988年から1996年まで9回にわたって、セストリエーレでは陸上競技の国際競技会 (it:Meeting Internazionale del Sestriere) が開催された。この大会では、世界記録や、それに準じる記録が残されている。
1992年大会では、走幅跳のマイク・パウエルが、自身の持つ世界記録（8m95cm。これは2017年10月現在も世界記録である）を上回る8m99cmを跳んだが、風速+4.4mの中であったために追い風参考記録となった。2013年10月現在も追い風参考記録としては世界最高記録である。走幅跳については、1995年大会でイバン・ペドロソが風速+1.2mの中で8m96cmの跳躍を行ったが、風力計の前に係員がいたために正しい風速が計測できなかったということで、イタリア陸連はこの記録を国際陸上競技連盟(IAAF)に送致せず、幻の世界記録となった。
1994年大会では、棒高跳のセルゲイ・ブブカが6m14cmの屋外世界記録を出した。この記録は、2017年10月現在も破られていない（室内記録＝屋外室内を通しての世界記録についてもブブカが所持していたが（6m15cm）、2014年にルノー・ラビレニによって更新された）。